# Кочевье (город)
Коче́вье (Го́тшее; словен. Kočevje; нем. Gottschee, итал. Cocevie) — город и одноимённая община на юге Словении.
Община Кочевье расположена между реками Крка и Колпа и знаменита своими древними лесами и дикими животными, включая бурых медведей. С середины XIII века до середины XX века этот регион являлся немецким анклавом на словенских землях. Жители немецкого Готшее говорили на готшейском диалекте, который сейчас практически вышел из употребления.
Население города по данным на 2012 год составляет 8616 человек; население всей общины на 2008 год насчитывало 16 999 человек.

## История
В конце XIV века на земли Готшее, принадлежавшие графам Ортенбургским, были переселены немецкие колонисты из других владений Ортенбургов в Каринтии и Тироле. Вскоре к ним присоединились переселенцы из других областей Австрии и Баварии. Колонисты расчистили землю от девственных лесов и основали несколько городов и сельских поселений. В 1471 году Готшее получил статус города. По прекращению Ортенбургской династии эта территория отошла к графам Целе, а затем попала под власть австрийских Габсбургов. С 1641 по 1791 год Готшее принадлежал графам Ауэрспергам, которые получили титул герцогов Готшее. К началу XX века на территории округа существовало свыше 180 немецких поселений, объединённых в 31 приход.
С 1870 года потомки немецких колонистов Готшее начали эмигрировать, большей частью в Соединённые Штаты Америки. В 1918 году эта область была включена в состав Королевства сербов, хорватов и словенцев (позднее — Югославия) и получила название Кочевье. C началом Второй мировой войны Кочевье попало под итальянскую оккупацию. Однако Адольф Гитлер выдвинул лозунг возвращения этнических немцев на родину, что привело к новой волне эмиграции из Кочевья в Третий рейх. Тем не менее большинство немецкоязычных жителей округа отказались от переезда, будучи уже глубоко интегрированными в словенское общество. В ответ германское Управление по переселению, действующее в итальянской зоне оккупации, решило прибегнуть к силе. В 1941 году из Нижней Штирии было выселено около 46 тысяч словенцев, частично попавших на принудительные работы в Германии. На их место были перевезены, зачастую против их воли, немцы из Кочевья и других немецких поселений на территории Югославии.
Попытка переселения немцев из Кочевья в конечном итоге провалилась. Переселенцы, потерявшие вследствие переезда в благосостоянии и дезориентированные изгнанием словенцев, стали подвергаться атакам партизан Тито. Это привело к необходимости организовать вооружённую охрану поселений. С другой стороны, депортированные в Германию словенцы попали в трудовые лагеря в Саксонии и были вынуждены работать на германских военных предприятиях. К концу войны они были освобождены американскими или советскими войсками и вернулись на родину. В условиях поражений германских войск и кризиса системы управления немецкие колонисты начали уезжать в Германию. Множество словенских немцев было убито партизанами. Известен случай, как большая группа немецких колонистов перешла через австрийскую границу, но была возвращена в Югославию английскими оккупационными властями. В Югославии они были расстреляны за сотрудничество с гитлеровским режимом.

## Известные уроженцы
- Иван Юркович — архиепископ Римско-католической церкви, дипломат